# Nannie Doss
Nannie Doss (nacida como Nancy Hazel, 4 de noviembre de 1905 - 2 de junio de 1965) fue una asesina en serie estadounidense responsable de la muerte de 11 personas entre la década de 1920 y 1954. A Doss también se le conocía como la Abuela Risueña, la Asesina de los Corazones Solitarios, la Viuda Negra y La Dama Barba Azul.
Doss finalmente confesó los asesinatos en octubre de 1954, después de que su quinto esposo muriera en un pequeño hospital en Tulsa, Oklahoma. En total, se reveló que había matado a cuatro maridos, dos hijas, dos de sus hermanas, su madre, dos nietos y una suegra.

## Primeros años de vida
Nannie nació el 4 de noviembre de 1905, en Blue Mountain, Alabama, ahora parte de Anniston. Ella nació de Louisa "Lou" (de soltera, Holder) y James F. Hazel. Nannie era una de cinco hijos; tenía un hermano y tres hermanas. Tanto Nannie como su madre odiaban a James, quien era un padre y esposo controlador y abusivo. James obligaría a sus hijos a trabajar en la granja familiar y se negaría a dejar que los niños fueran a la escuela, lo que resultó en un bajo rendimiento académico de Nannie.
A los 7 años, mientras la familia tomaba un tren para visitar a sus parientes en el sur de Alabama, Nannie se golpeó la cabeza con una barra de metal en el asiento frente a ella cuando el tren se detuvo repentinamente. Durante años, sufrió fuertes dolores de cabeza, desmayos y depresión. Doss culpó de esto y de su inestabilidad mental a ese accidente.
Durante la infancia, su pasatiempo favorito era leer las revistas románticas de su madre y soñar con su propio futuro romántico. Además, su parte favorita era la columna de corazones solitarios. El padre de Nannie prohibió a las hermanas Hazel una vez adolescentes usar maquillaje y ropa atractiva porque creía que eso evitaría que los hombres las molestaran. También les prohibió ir a bailes y otros eventos sociales.

## Primer matrimonio
Nannie se casó por primera vez a los 16 años con Charley Braggs, su compañero de trabajo en una fábrica de ropa. Con la aprobación de su padre, se casaron después de solo cuatro meses de noviazgo. Braggs era el único hijo de una madre soltera que insistió en seguir viviendo con él después de casarse. Nannie escribió más tarde:
Me casé, como deseaba mi padre, en 1921 con un chico al que sólo conocí hacía unos cuatro o cinco meses que no tenía familia, sólo una madre soltera y que se había apoderado de mi vida por completo cuando nos casamos. Ella nunca vio nada malo en lo que hizo, pero hacía hechizos. No dejaría que mi propia madre se quedara a dormir.
La madre de Braggs absorbió gran parte de su atención y limitó las actividades de Nannie. El matrimonio tuvo cuatro hijas desde 1923 hasta 1927. Nannie, estresada, comenzó a beber y su hábito de fumar ocasionalmente, se convirtió en una fuerte adicción. Ambos infelices, sospechaban correctamente el uno del otro de infidelidad, y Braggs a menudo desaparecía durante días.
En 1927, la pareja perdió a sus dos hijas medianas por presunta intoxicación alimentaria. Poco después, Braggs tomó a su hija primogénita Melvina y huyó, dejando atrás a la recién nacida Florine. La madre de Braggs murió poco después y Nannie consiguió un trabajo en una fábrica de algodón para mantener a Florine y a ella misma. Braggs trajo a Melvina de regreso en el verano de 1928, acompañado de una mujer divorciada con su propio hijo. Braggs y Nannie pronto se divorciaron y Nannie se llevó a sus dos hijas a la casa de su madre. Braggs siempre sostuvo que la dejó porque le tenía miedo.

## Segundo matrimonio
Su segundo marido fue Robert Franklin Harrelson. Se conocieron y se casaron en 1929. Vivían en Jacksonville con Melvina y Florine. Después de unos meses, descubrió que él era alcohólico y tenía antecedentes penales por agresión. A pesar de esto, el matrimonio duró 16 años.

### Nietos
Melvina dio a luz a Robert Lee Haynes en 1943. Otro bebé lo siguió dos años después, pero murió poco después de nacer. Agotada por el trabajo de parto y aturdida por el éter, Melvina creyó ver a su madre, que estaba de visita, clavar un alfiler en la cabeza del bebé. Cuando pidió aclaraciones a su esposo y hermana, dijeron que Nannie les había dicho que el bebé estaba muerto y notaron que sostenía un alfiler. Los médicos, sin embargo, no pudieron dar una explicación positiva.
Los padres afligidos, se distanciaron y Melvina comenzó a salir con un soldado. Nannie lo desaprobaba y mientras Melvina visitaba a su padre después de una pelea particularmente desagradable con su madre, su hijo Robert murió misteriosamente bajo el cuidado de Nannie el 7 de julio de 1945. La muerte fue diagnosticada como asfixia por causas desconocidas y dos meses después, Nannie cobró el seguro de vida de $500 que había contratado para Robert.

### Muerte de Harrelson
En 1945, Harrelson violó a Nannie. Al día siguiente, puso veneno para ratas en la botella de whisky de maíz de Harrelson y él murió esa noche.

## Matrimonios posteriores
Nannie conoció a su tercer marido, Arlie Lanning, a través de otra columna de corazones solitarios mientras viajaba por Lexington, Carolina del Norte, y se casó con él tres días después. Al igual que Harrelson, Lanning era un mujeriego alcohólico. Sin embargo, en este matrimonio era Nannie quien a menudo desaparecía durante meses. Pero cuando estaba en casa, hacía el papel de ama de casa cariñosa, y cuando él murió de lo que se decía que era una insuficiencia cardíaca, la gente del pueblo la apoyó en su funeral.
Poco después, la casa de la pareja, que había quedado en manos de la hermana de Lanning, se incendió. El dinero del seguro fue a parar a Nannie, quien lo depositó rápidamente y después de que la madre de Lanning muriera mientras dormía, Nannie se fue de Carolina del Norte y terminó en la casa de su hermana Dovie. Dovie estaba postrada en cama y poco después de la llegada de Nannie, ella murió.
En busca de otro esposo, Nannie se unió a un servicio de citas llamado Diamond Circle Club y pronto conoció a Richard L. Morton de Jamestown, Carolina del Norte. Se casaron en 1952 en Emporia, Kansas. No tenía un problema con la bebida, pero era adúltero. Antes de envenenarlo, envenenó a su propia madre, Louisa, en enero de 1953 cuando vino a vivir con ellos. Morton murió tres meses después, el 19 de mayo de 1953.
Nannie se casó con Samuel Doss de Tulsa, Oklahoma, en junio de 1953. Doss era un ministro nazareno que había perdido a su familia en un tornado en el condado de Carroll, Arkansas. Samuel desaprobaba las novelas románticas y las historias que adoraba su esposa. En septiembre, Samuel ingresó en el hospital con síntomas parecidos a los de la gripe. El hospital le diagnosticó una infección grave del tracto digestivo. Fue tratado y dado de alta el 5 de octubre. Samuel murió el 12 de octubre de 1954. Nannie lo mató esa noche en su prisa por cobrar las dos pólizas de seguro de vida que le había contratado. Esta repentina muerte alertó a su médico, quien ordenó una autopsia. La autopsia reveló una gran cantidad de arsénico en su sistema. Nannie fue arrestada de inmediato.

## Confesión y condena
Doss confesó haber matado a cuatro de sus maridos, a su madre, su hermana, su nieto y su suegra. El estado de Oklahoma centró su caso solo en Samuel Doss. Nannie Doss fue procesada por J. Howard Edmondson, quien luego se convirtió en gobernador de Oklahoma. Se declaró culpable el 17 de mayo de 1955 y fue condenada a cadena perpetua; el estado no fue a por la pena de muerte debido a su sexo. Doss nunca fue acusada de las otras muertes. Murió de leucemia en la sala del hospital de la Penitenciaría del Estado de Oklahoma en 1965. Está enterrada en Oak Hill Memorial Park.